# Banići
Banići est une localité appartenant à la municipalité de Dubrovačko primorje et située dans le comitat de Dubrovnik-Neretva en Croatie. En 2021, le village compte 126 habitants.